# ポインコ兄弟
ポインコ兄弟（ポインコきょうだい、英: POiNCO Brothers）は、NTTドコモが展開しているポイントプログラム「dポイント」のCMやパンフレットに登場するインコをモチーフとしたマスコットキャラクター。デザイナーは電通の渡邊裕文で、イラストは久保誠二郎が担当。CMでの声優はロッチで、ポインコ兄を中岡創一、ポインコ弟をコカドケンタロウが担当している。

## 誕生の経緯
2015年12月1日にClub DoCoMoから改称されたポイントプログラム「dポイント」を広く認知してもらう形で、「老若男女問わずわかりやすい目印があるといい」と考えた電通のアートディレクター、渡辺裕文によって企画された。
ポインコ兄弟という名称は、キャラクターを使うという方向性のもとで「d」をモチーフとした様々な動物を制作スタッフで検討し、CMプランナーの安達和英との打ち合わせの中で、「dポイントのキャラクターだからポインコで、インコのキャラクター」ということが決まり、兄と弟の2人兄弟という設定が固まった。
なお、渡辺によると当初は「ヴィンテージのぬいぐるみ」を意識したデザインで、くすんだ黄色の体に小さい目というでデザインだった。その後、当時の宣伝部長より「毛をむしられた鳥のように見えるので、もっと可愛くしてほしい」という要望を受けて、現行の「大きな目に丸っこい体で、鮮やかな黄色い体毛をまとった」デザインに変更された。

## 登場キャラクター
キャラクター紹介は、特設サイトより。
- ポインコ兄（声 : 中岡創一） - ポインコ仲間のリーダー的存在で、弟思い。
- ポインコ弟（声 : コカドケンタロウ） - 甘えん坊で食いしん坊な、陽気な性格。好物は唐揚げ。
- ポインコハカセ - 勉強が得意で育ちが良い。眼鏡をかけているが、実際には伊達眼鏡で、視力は5.0。
- ポインコぼうや - ポイント仲間の最年少。やんちゃな性格で、いたずら好き。
- ポインコネェさん - ポインコ界隈の恋愛マスター。
- ポインコプリンス - 上品な家庭に生まれ育った上品なポインコで、ナルシシスト。
- ポインコ番長 - 自称「番長」だが、実際には優しい性格。
- ポインコ師匠 - ポインコ仲間の最年長で、物知りで頑固な性格。年齢は満20086歳。
- ゴールドポインコ様（声 : 非公表） - 時折姿を現すポインコ界隈のセレブリティ。頭の毛が10本あり、いずれも開いている。ポインコ兄弟にとって憧れの存在にあたる。

なお、この他にドコモのCM撮影中に星あゆむ（演 : 星野源）がポインコを元にアドリブで描いたイラストを実写化した「ポインコのような何か（正式名称無し）」も存在する。

## キャラクター展開

### CM
2015年12月1日よりファッションモデルの中条あやみを起用したテレビCMを開始した。dポイントの特徴をコミカルに紹介するシリーズCMがTwitterやブログで話題となり、この当時よりグッズ化の要望が多発した。
2017年4月18日にCM総合研究所が発表した「企業別CM好感度ランキング」にて、NTTドコモが前年9位から4位に順位を上げた。また、YouTubeで公開されたポインコシリーズの動画の再生回数は、累計900万回を超えていた。
2018年9月より展開している「星プロ」シリーズでは、星プロメンバーの先輩として登場している。

### グッズ
2016年4月よりドコモフェアが開始された。このドコモフェアは、ドコモショップにてアンケートに答えるとポインコグッズがもらえるというもの。
2017年12月1日から2018年3月31日の期間限定で、ドコモショップ丸の内店内にポインコ兄弟のグッズを取り扱うポップアップストア「ポインコマーケット」を出店。現在ポインコ兄弟のグッズは、「ポインコマーケット」を取り扱うドコモショップとドコモオンラインショップで入手することができる。

### 音楽
2016年7月13日にYouTubeにて「ポインコ音頭」のミュージック・ビデオが公開された。
ミュージック・ビデオには、ポインコ兄弟とその仲間達のほかに、CMにも出演している中条やポインコ兄弟の声を担当しているロッチらも出演している。

## CM共演者
- 中条あやみ（2015年12月 - 2019年2月）
- 浜辺美波（2020年 - ）
これ以前にもモンジュウロウ役で出演していた「星プロシリーズ」（2018年9月 - 2019年12月）でも共演している。

以下、「星プロシリーズ」での共演
- 新田真剣佑（ドニマル役、2018年9月 - 2019年12月）
- 長谷川博己（コスモフ役、2018年9月 - 2019年12月）
- 星野源（星あゆむ役 、2018年9月 - 2019年12月）
- 光石研（ゼニクレージー役、2019年2月）